# Ornithogalum fuscescens
Ornithogalum fuscescens là một loài thực vật có hoa trong họ Măng tây. Loài này được Boiss. & Gaill. mô tả khoa học đầu tiên năm 1859.